# هيديوكي تاناكا
هيديوكي تاناكا (田中秀幸 تاناكا هيديوكي) هو ممثل ياباني ولد في 12 نوفمبر 1950 في أوتا، طوكيو.

## أدواره في الأنمي

### مسلسلات أنمي تلفزيونية
- كارد كابتور ساكورا - فوجيتاكا كينوموتو
- كارد كابتور ساكورا: بطاقات كلير - فوجيتاكا كينوموتو
- فاينل فانتسي: أنليميتد - مادوشي
- البدلة المتنقلة جاندام - وودي مالدن
- سلام دانك - سهيل
- هلسينغ - إنريكو ماكسويل
- داي الشجاع - المعلم فان
- ون بيس - دون كيهوتي دوفلامنغو
- دراغون بول سوبر - داموم
- بليتش - شاولونغ كوفانغ
- خيميائي الفولاذ - ناش ترينغهام
- المحقق كونان - يوساكا كودو
- سباق التحدي - كابتن فالكون
- داركر ذان بلاك: المقاول الأسود - سيرغيه فيكتوروف
- كابتن ماجد - فواز
- ليدي ليدي - جورج رسل
- إكس-من - هنري ماكوي/بيست
- هيوغيمونو - أكيتشي ميتسوهيدي
- بنغويندرام - العم إيكيبي
- طريق السلام - الرائد غريب، الرائد نزار
- سينت سيا - ليو آيوليا، الراوي, وولف ناتشي (الصوت الأول)
- وورلد تريغر - ريبليكا، الراوي, يوغو كوغا
- نانا - تاكاشي أسانو
- قبضة نجم الشمال - فالكو
- لعبة الجوكر - جيفري مورغان
- إندماج الديجيمون - أبولومون
- جولة الربيع الأزرق - والد كو مابوتشي
- توريكو - أكاسيا
- أونيهي - كيشي سامانوسكي
- صاحب الظل الطويل - جيفريس بندلتون
- أساطير في قادم الزمان - عنترة

### أنمي الإنترنت
- سينت سيا: سول أوف غولد - ليو آيوليا، الراوي
- سينت سيا: نايتس أوف ذا زودياك - آيوليا، الراوي
- نينجا سلاير فروم أنيميشن - موتور يابو، موتور دوكورو

### أوفا أنمي
- تيلز أوف سيمفونيا ذي أنيميشن: تيثيالا - يغدراسيل
- تيلز أوف سيمفونيا ذي أنيميشن: اتحاد العوالم - يغدراسيل
- سينت سيا: هادس: المعابد الإثنا عشر - ليو آيوليا
- سينت سيا: هادس: العالم السفلي - ليو آيوليا
- سينت سيا: هادس: إليسيون - ليو آيوليا

### أفلام أنمي
- X - سييتشيرو آوكي
- سينت سيا: النعيم: الإفتتاحية - ليو آيوليا
- كارد كابتور ساكورا - فوجيتاكا كينوموتو
- كارد كابتور ساكورا: البطاقة المختومة - فوجيتاكا كينوموتو

## أدواره في ألعاب الفيديو
- سلسلة ألعاب ميتال غير - أوتاكون
- تيلز أوف سيمفونيا - يغدراسيل
- زينوغيرز - سيتان أوزوكي
- سينت سيا: ذا سانكتشواري - ليو آيوليا
- سينت سيا: ذا هادس - ليو آيوليا
- سينت سيا: سولجرز سول - ليو آيوليا
- ون بيس: أنليميتد وورلد ريد - دون كيهوتي دوفلامنغو
- ون بيس: بيرنينغ بلاد - دون كيهوتي دوفلامنغو
- مغامرة جوجو الغريبة: فانتوم بلاد - جوناثان جوستار

## أدواره في الدبلجة اليابانية
- أكاديمية الشرطة - هاريس
- ماما ميا! - سام
- إن سي آي إس - لوري جيثرو غيبس
- كابتن أمريكا: جندي الشتاء - ألكسندر بيرس

## وصلات خارجية
- هيديوكي تاناكا على موقع IMDb (الإنجليزية)
- هيديوكي تاناكا على موقع ألو سيني (الفرنسية)
- هيديوكي تاناكا على موقع ميوزك برينز (الإنجليزية)
- هيديوكي تاناكا على موقع أول موفي (الإنجليزية)
- هيديوكي تاناكا على موقع قاعدة بيانات الفيلم (الإنجليزية)
- هيديوكي تاناكا على موقع كينوبويسك (الروسية)
- هيديوكي تاناكا على موقع ANN person (الإنجليزية)